# Смирнов, Владимир Петрович (геолог)
Смирнов Владимир Петрович (20 мая 1884, Карабутак, Иргизский уезд, Тургайская область — 8 июня 1961, Кривой Рог, Днепропетровская область) — советский геолог, доктор геолого-минералогических наук (1936), профессор (1936), действительный член Академии наук Узбекской ССР. Заслуженный деятель науки Узбекской ССР (1944). Генеральный директор геологической службы 3-го ранга (1948). Отец Бориса Преображенского.

## Биография
Родился 20 мая 1884 года в форте Карабутак Тургайской области в семье военного доктора. Детство провёл в Симбирске.
В 1912 году участвовал в экспедиции М. В. Баярунаса в нефтеносные районы севера Прикаспийской низменности, где провёл первое геологическое исследование нефтеносности впадины озера Кара-Чунгум.
В 1913 году окончил Киевский университет. В 1913—1915 годах — ассистент Киевского университета, Киевского коммерческого института, читал лекции по палеонтологии и геологии. Одновременно работал старшим техником Подольского управления Министерства государственного имущества, где изучал геологическое строение западной части Киевской губернии. В 1915—1918 годах преподавал в Саратове. С 1918 года работал в Киевском университете.
В 1918—1925 годах — лектор Киевского народного дома, Высшей военной политшколы, Высшей военной педшколы, окружного военкомата. Прочитал около 2 тысяч лекций.
В 1925—1928 годах — заведующий кафедрой геологии Горского педагогического института. В 1928—1945 годах — заведующий кафедрой геологии в Самаркандском университете, в 1945—1947 годах — заведующий кафедрой геологии в Воронежском государственном университете.
В 1947—1956 годах — заведующий кафедрой общей и исторической геологии Криворожского горнорудного института, в 1956—1961 годах — основатель и первый декан геологического факультета. Депутат Криворожского городского совета.
Умер 8 июня 1961 года в Кривом Роге.

## Научная деятельность
Первый научный труд «Ледники и ледниковый период» написал в университете. Один из орнанизаторов Киевского студенческого общества исследователей природы.
Исследовал проблемы реконструкции физико-географических условий геологического прошлого Земли (палеогеографии) на основании анализа миграции наземной фауны и флоры в различные геологические периоды и эпохи. Одновременно изучал общие вопросы геологии. Автор около 80 научных трудов.

### Научные труды
- Смирнов В. П. Рыбы Северо-Кавказского олигоцена // Тр. Узбекист. Гос. Ун-та 1935—1936. Т. 1[4].

## Награды
- Заслуженный деятель науки Узбекской ССР (1944);
- орден Ленина (1954);
- ударник 3-й пятилетки.